# Truchseß von Wetzhausen

Stammwappen der Truchseß von Wetzhausen

Die Truchseß von Wetzhausen sind ein altes fränkisches Adelsgeschlecht. Sie waren Reichsritter im Ritterkanton Baunach des Fränkischen Ritterkreises sowie kurzzeitig in den Ritterkantonen Rhön-Werra und Steigerwald.

## Geschichte

### Ursprung

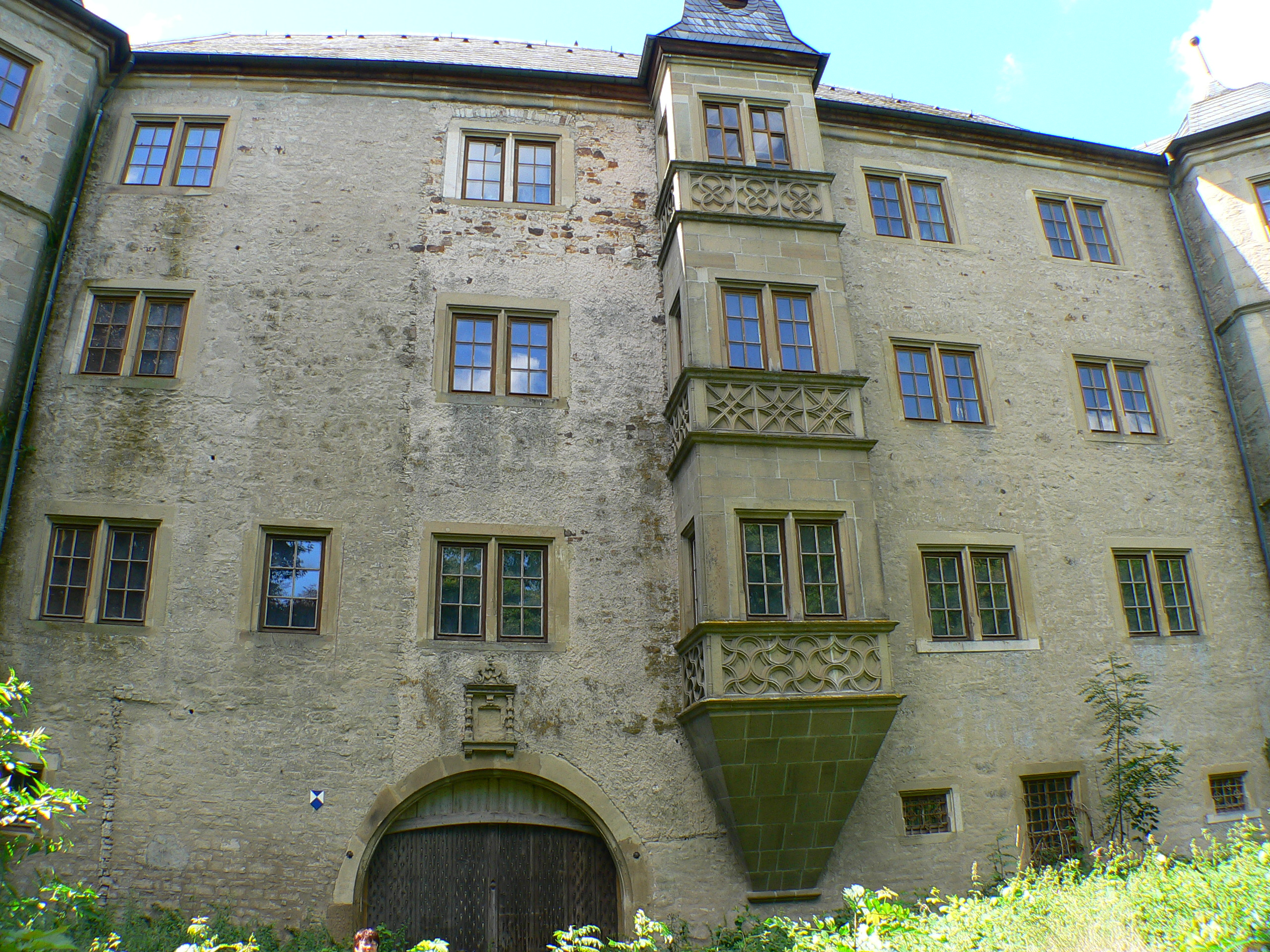
Schloss Wetzhausen

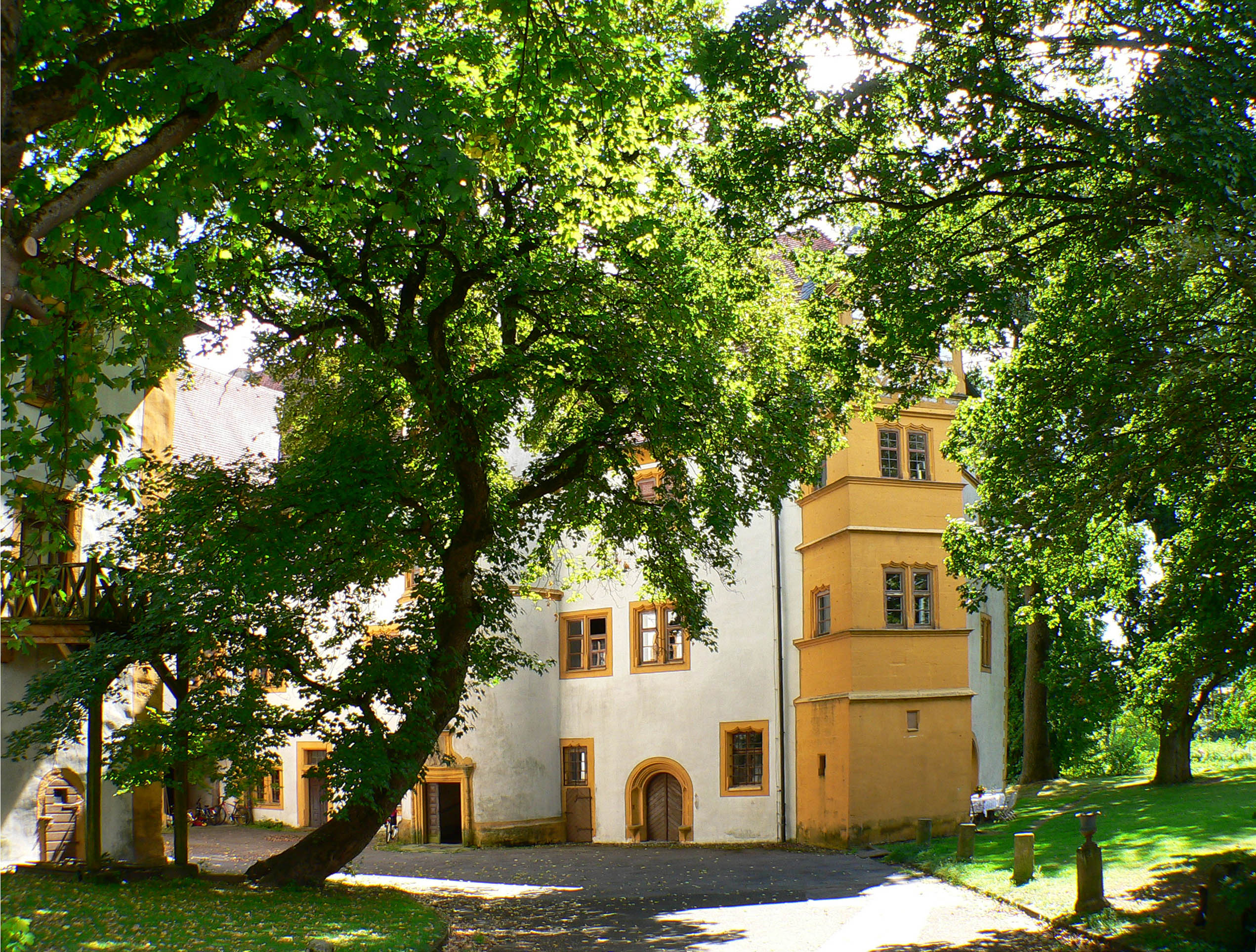
Schloss Bundorf

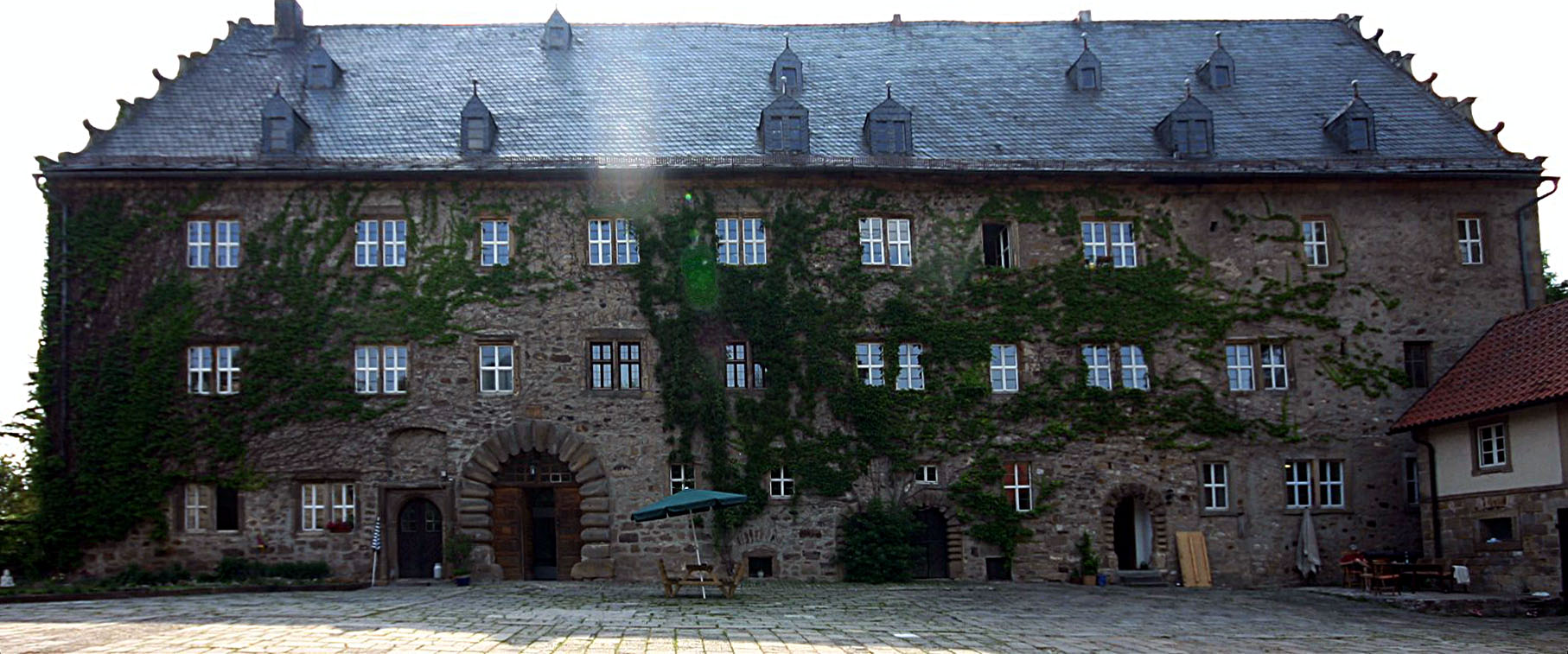
Bettenburg

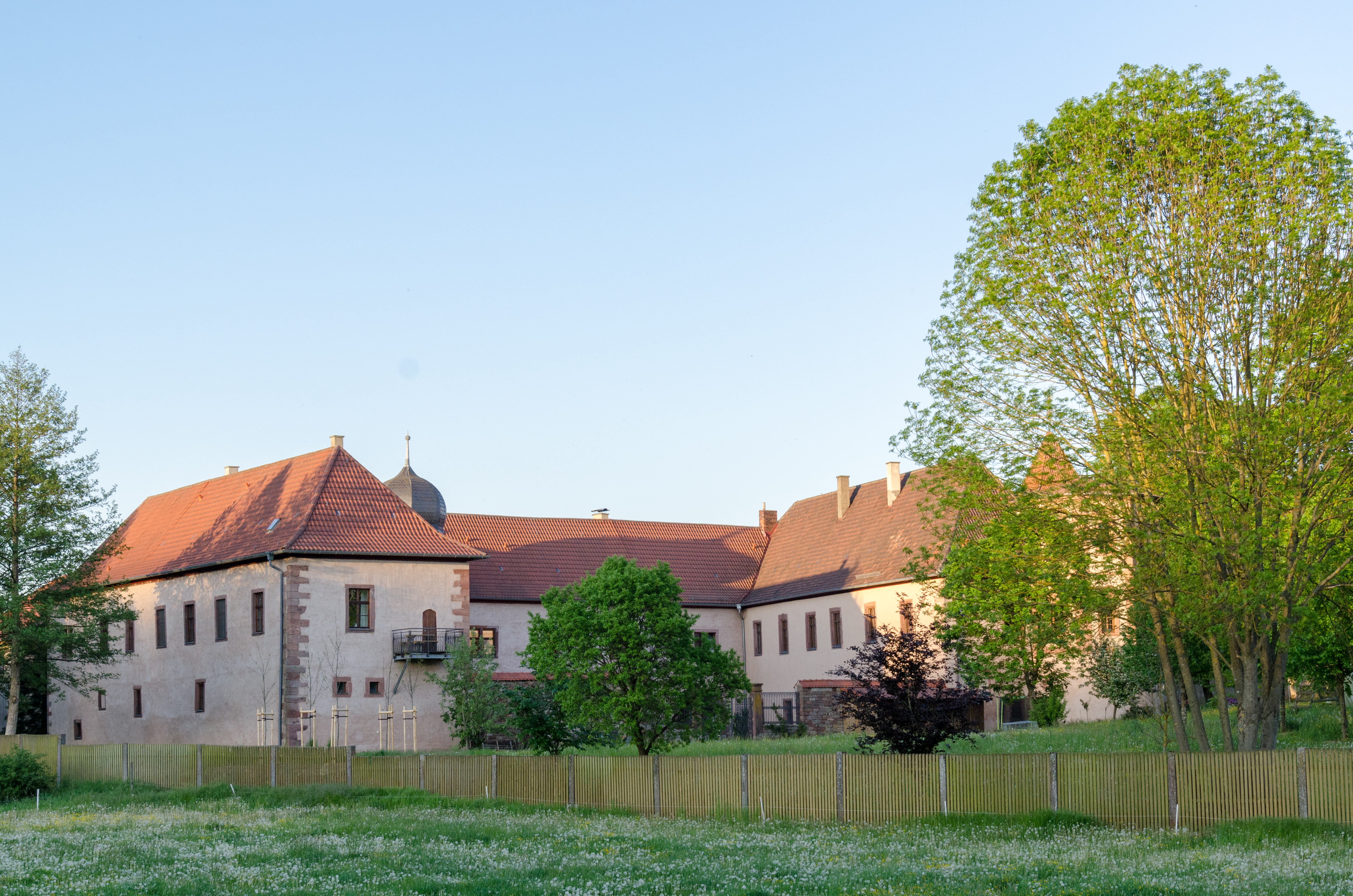
Schloss Waizenbach

Der Name Truchseß von Wetzhausen leitet sich von dem Hofamt Truchseß und dem Stammsitz Wetzhausen in Unterfranken ab. Wetzhausen ist heute ein Ortsteil der Marktgemeinde Stadtlauringen im unterfränkischen Landkreis Schweinfurt. Das Wasserschloss und 31 Epitaphien in der Kirche weisen auf die Familie hin. Die Anfänge der zum Uradel zählenden Familie können bis in das Jahr 1176 nachgewiesen werden. Das Geschlecht erschien erstmals urkundlich 1217 mit dem Gräflich henneberg’schen Ministerialen „Thegen dapifer“. Miles (Ritter) „Dietricus dapifer de Weczhusen“ erschien 1346 erstmals mit dem Beinamen. Mit Theodoricus dapifer junior begann 1289 die ununterbrochene Stammreihe des Geschlechts, dessen Angehörige in Diensten der Fürstbischöfe von Würzburg standen und in deren Ländereien reich belehnt wurden.

### Mittelalter und Frühe Neuzeit
Ritter Hans Truchseß zu Wetzhausen aus der ersten Hälfte des 14. Jahrhunderts war der Stammvater mehrerer Hauptlinien. Er war mit der Tochter eines anderen odenwäldischen Truchsessengeschlechts, Anna Truchseß von Baldersheim, verheiratet. Durch Martin Truchseß von Wetzhausen, von 1477 bis 1489 Hochmeister des Deutschen Ritterordens, kam das Geschlecht nach Preußen, wo es im 15. und 18. Jahrhundert ebenfalls bedeutende Besitzungen erwerben konnte, z. B. Groß Klitten. In Franken gehörten Mitglieder der Familie zur Reichsritterschaft des Kantons Baunach. Sie führten seit dem 17. Jahrhundert den Freiherrentitel nach einem kaiserlichen Diplom aus dem Jahre 1676.
Im Laufe der Jahrhunderte zerfiel die Wetzhäuser Hauptlinie in mehrere Nebenlinien.

Die Nebenlinien unterscheiden sich durch das Anhängen des jeweiligen Ortes im Namen:
- zu Bettenburg
- zu Brennhausen
- zu Schloss Sternberg (1667–1669 von Wolff Dietrich Truchseß erbaut)
- zu Dachsbach
- zu Bundorf
- zu Oberlauringen
- zu Obereßfeld (bei Sulzdorf an der Lederhecke)
- Truchseß von Schweickershausen – 1469 als eigene Linie mit neuem Namen durch Hartung Truchseß von Wetzhausen zu Sternberg – dann Hartung Truchseß von Schweickershausen begründet

Im fränkischen Raum gab es mehrere Familien beginnend mit dem vormaligen Titel des Truchseß, so die Truchseß von Pommersfelden, die Truchseß von Baldersheim und die Truchseß von Henneberg, ebenfalls mit diversen Seitenlinien. Über Verheiratungen gibt es auch verwandtschaftliche Beziehungen untereinander, grundsätzlich handelt es sich aber um verschiedene Familien.
Folgende Rittergeschlechter waren im Mittelalter mit der Familie Truchseß von Wetzhausen verwandt:
 Kotzau, Sparneck.
In folgenden Ortschaften lassen sich die Truchsesse von Wetzhausen nachweisen:
 Schloss Friesenhausen, Altenmünster, Rappershausen und Bahra, Unsleben, Schwanhausen, Serrfeld und Zimmerau (die letzten drei befinden sich bei Sulzdorf an der Lederhecke).

### Neuzeit bis heute
Die Familie verlor im Zuge der Mediatisierung der Reichsritterschaft ihre Reichsunmittelbarkeit. Sie besaß jedoch weiterhin eine Patrimonialgerichtsbarkeit Klasse I, wie sie mediatisierten Fürsten, Grafen und Herren zustand. Anfang des 20. Jahrhunderts bestanden noch zwei Linien. Die ältere Linie besaß das Kondominat Wetzhausen und die jüngere Linie das Kondominat Bundorf-Bettenburg, beide in Unterfranken. Diese Güter befinden sich noch im Besitz der Familie, ferner gehört das Schloss Waizenbach seit 1732 einer Familienstiftung.
Das Schloss Wetzhausen war aufgrund langen Leerstands verfallen. Es wurde unter anderem als Tonstudio verwendet und für universitäre Übungen des Bamberger Masterstudiengangs Denkmalpflege und Filmaufnahmen genutzt. Das Engagement für die Denkmalpflege wurde mehrmals prämiert, auch außerhalb von Bayern. Das Schloss wurde im Jahre 2017 an die Schweizer Künstler Daniel und Katja Eggli verkauft.
Die Truchsessen waren als evangelische Ritter im Umfeld der katholischen Fürstbistümer Bamberg und Würzburg immer wieder konfessionellen Repressionen ausgesetzt. Sie verstanden es jedoch immer wieder, durch Zuheiraten in wohlhabende Familien ihren Wohlstand und Einfluss zu mehren. So konnte unter anderem mit der Einheirat der amerikanischen Industriellentochter Clara Erhart der Aufsehen erregende Bau von Schloss Craheim finanziert werden. Dieses Schloss ist heute Sitz der protestantischen Kommunität Jesu Weg, die von den Truchsessen wesentlich mit getragen und unterstützt wird.

## Wappen
Blasonierung des Stammwappens: „In Gold zwei rot und silber geschachte Balken. Auf dem Helm (in Seitenansicht auf linkem Obereck des gelehnten Schildes) mit rot-silbernen Helmdecken zwischen zwei wie der Schild bezeichneten Stierhörnern ein rotbekleideter, gold bekrönter Jungfrauenrumpf mit dickem blondem Zopf.“

### Historische Wappenbilder

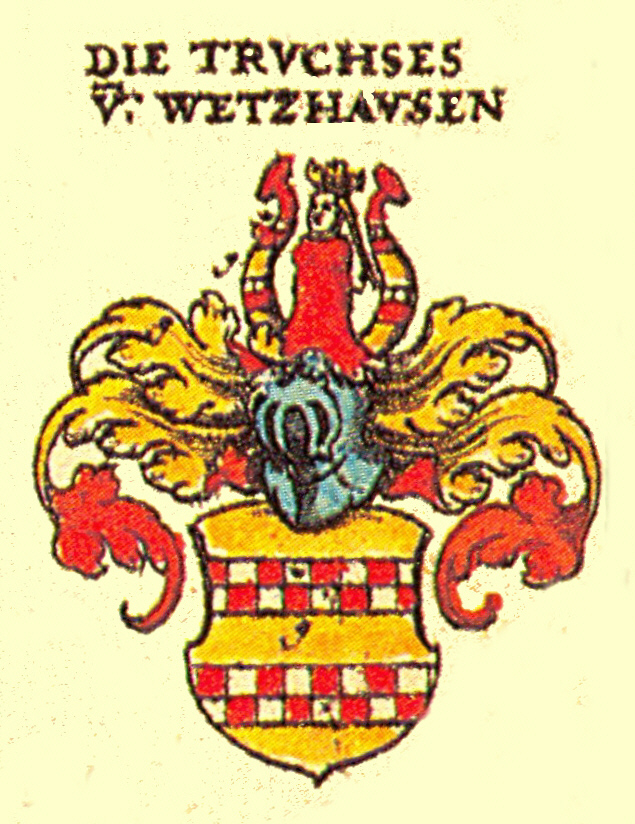
Wappen der Truchseß von Wetzhausen nach Siebmachers Wappenbuch
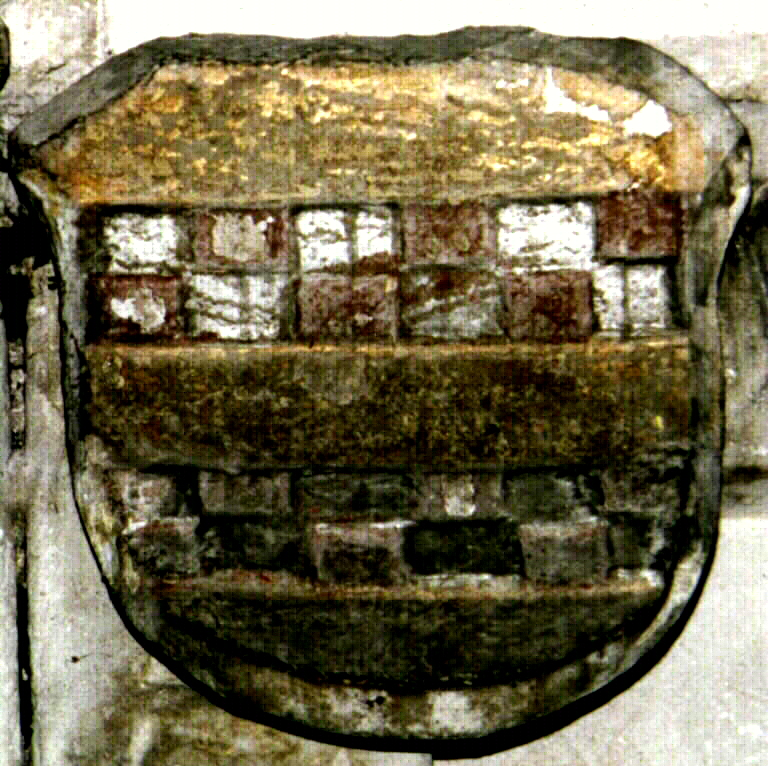
Bemaltes plastisches Wappen der Truchseß von Wetzhausen (Epitaph in der Ritterkapelle Haßfurt)
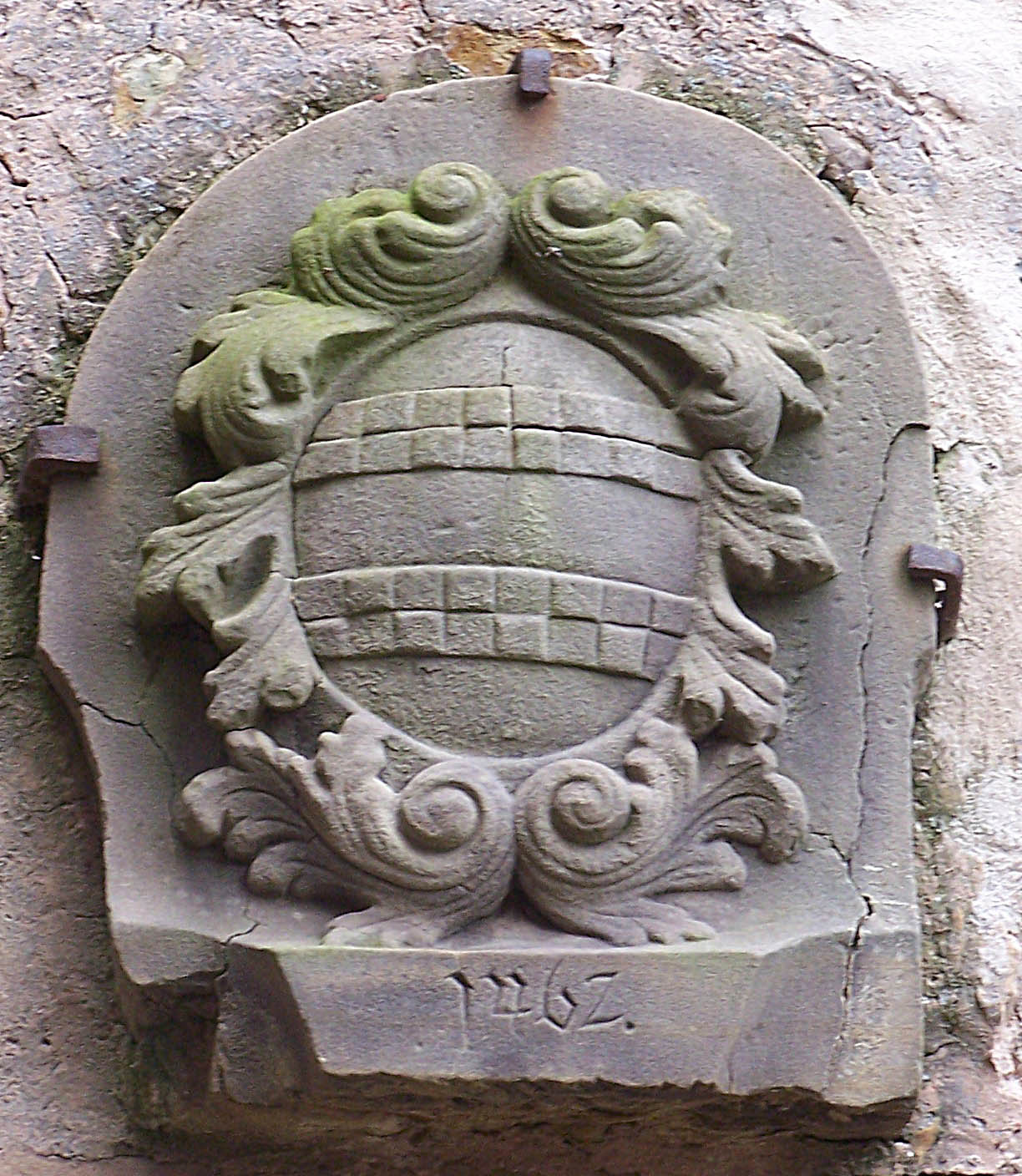
Truchseß von Brennhausen

### Wappenelemente in Gemeindewappen

Wappen der Gemeinde Bundorf
Gemeindewappen von Sulzdorf an der Lederhecke
Wappen der Gemeinde Unsleben
Wappen des Marktes Burgpreppach
Wappen des Marktes Uehlfeld

## Persönlichkeiten

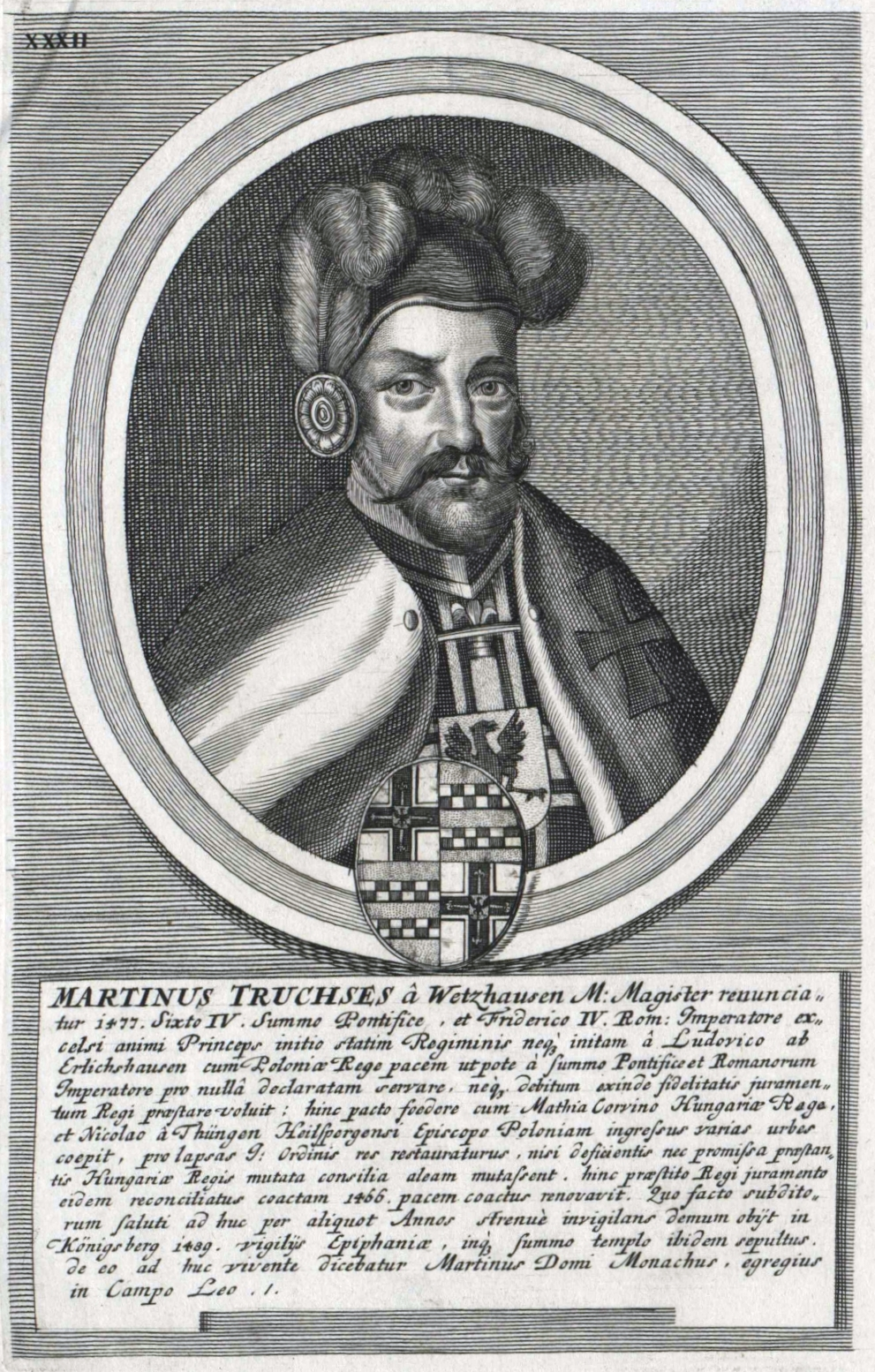
Martin Truchseß von Wetzhausen (um 1435–1489), 34. Hochmeister des Deutschen Ordens

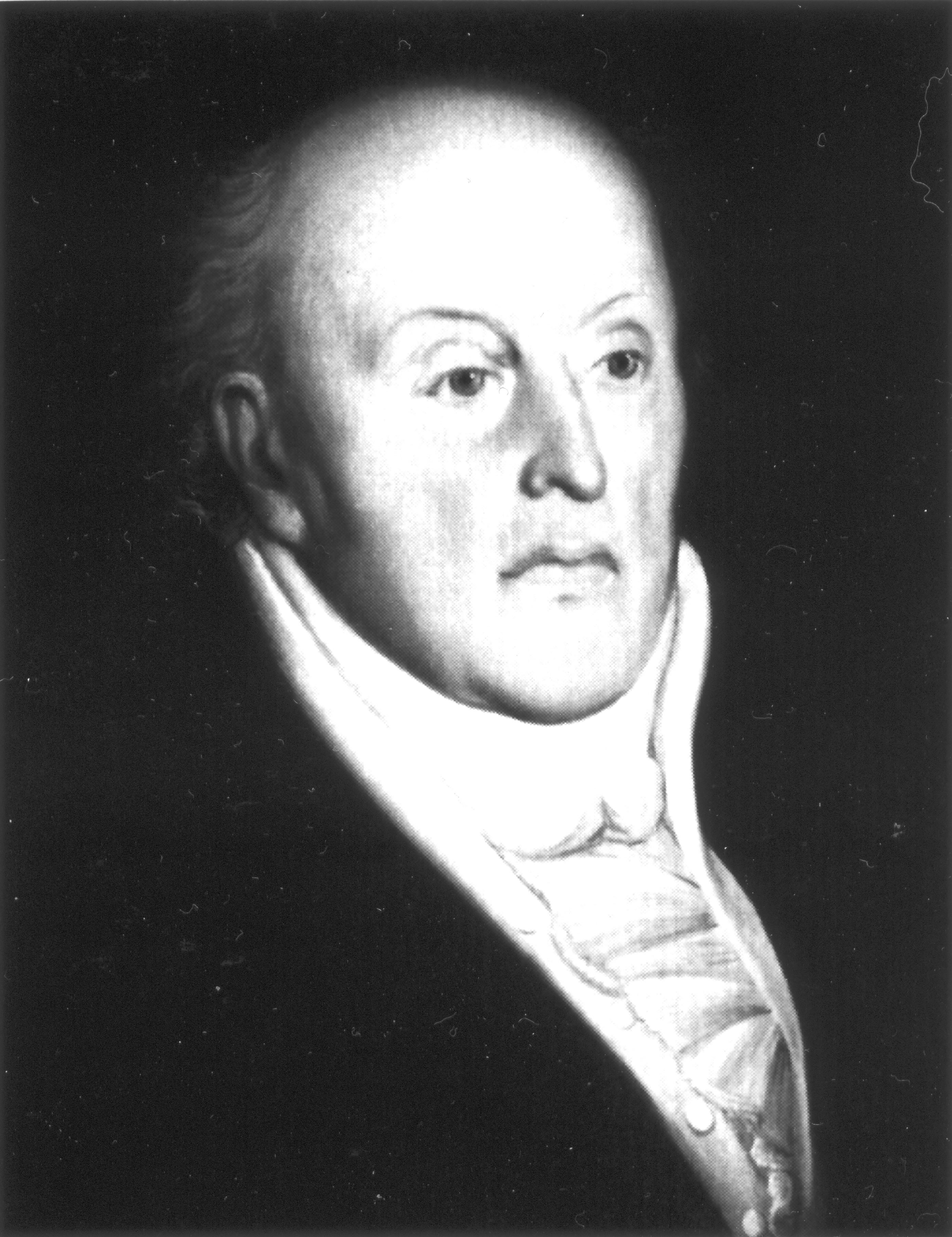
Christian Truchseß von Wetzhausen (1755–1826), Gutsherr, Initiator des Literatenkreises der Bettenburger Tafelrunde

- Lorenz Truchseß, Ritter des löblichen Cantons Baunach, gefallen im Jahr 1400 in der Schlacht von Bergtheim im Aufgebot des Bischofs Gerhard gegen den Elf-Städte-Bund unter Führung Würzburgs
- Martin Truchseß von Wetzhausen (um 1435–1489), 1477–1489 Hochmeister des Deutschen Ordens
- Leypold Truchseß von Wetzhausen auf Dachsbach († 19. November 1516): Überrest seines Grabmals auf der Altenburg bei Bamberg
- Thomas Truchseß von Wetzhausen (um 1460–1523), 1507 Generalvikar des Bistums Speyer, 1517 bis zu seinem Tod 1523 dort Domdekan, beteiligt am Reuchlin-Streit 1514[8]
- Jobst Truchsess von Wetzhausen: Epitaph von 1524 in der Deutschordenskirche in Wien, hergestellt vom Bildhauer Loy Hering
- Georg Truchseß von Wetzhausen (1465–1552), letzter Abt des Klosters Auhausen, musste 1530 nach Eichstätt fliehen
- Hans Eitel Truchseß (1569–1626), Rat und Truhenmeister des löblichen Cantons Baunach
- Philipp Albrecht Truchseß von Wetzhausen zu Sternberg (um 1630), siehe Liborius Wagner
- Erhard Ferdinand Graf Truchseß von Wetzhausen (1617–1664), kaiserlicher Rat und Landeshauptmann von Breslau ,
- Veit Heinrich Truchseß von Wetzhausen (1644–1710), k.k. General der Kavallerie
- Wolf Dietrich Truchseß, um 1669 Bauherr des Barockschlosses Sternberg (auch genannt Gralsburg des Grabfeldgaues)
- Amalia Truchseß von Wetzhausen (um 1740–1811), 53. und letzte Äbtissin der ehemaligen Abtei St. Thomas bei Andernach
- Christian Truchseß von Wetzhausen (1755–1826), Major der Hessen-Kasseler Garde, Gutsherr, Kirschenzüchter und Initiator des Literatenkreises der Bettenburger Tafelrunde, Mäzen insbesondere von Friedrich Rückert
- Maximilian Freiherr Truchseß von Wetzhausen (1824–1877), Reichsrat der Krone Bayerns
- Elisabeth Freiin Truchseß von Wetzhausen, siehe Carl von Carmer
- Crafft Freiherr Truchseß von und zu Wetzhausen, kaiserlicher Rittmeister, Bauherr von Schloss Craheim (1908–1910 errichtet nach dem Vorbild von Schloss Solitude)
- Hans Heinrich Truchseß, Botschafter zu Wetzhausen
- Veit Ulrich Truchseß, königlich schwedischer Rat und Amtmann zu Neustadt, hochfürstlich sächsischer Hofrichter und Oberhauptmann zu Coburg, Amtmann zu Heldburg und Ritterhauptmann des löblichen Cantons Baunach
- Volker Freiherr Truchseß von und zu Wetzhausen (1936–2024), deutscher Politiker (SPD), MdL

## Epitaphien in der Martinskirche Wetzhausen
In der Martinskirche zu Wetzhausen, 1708 erbaut von Veit Heinrich Truchseß von Wetzhausen, befinden sich zahlreiche gut erhaltene Epitaphien der Familie aus älterer Zeit.

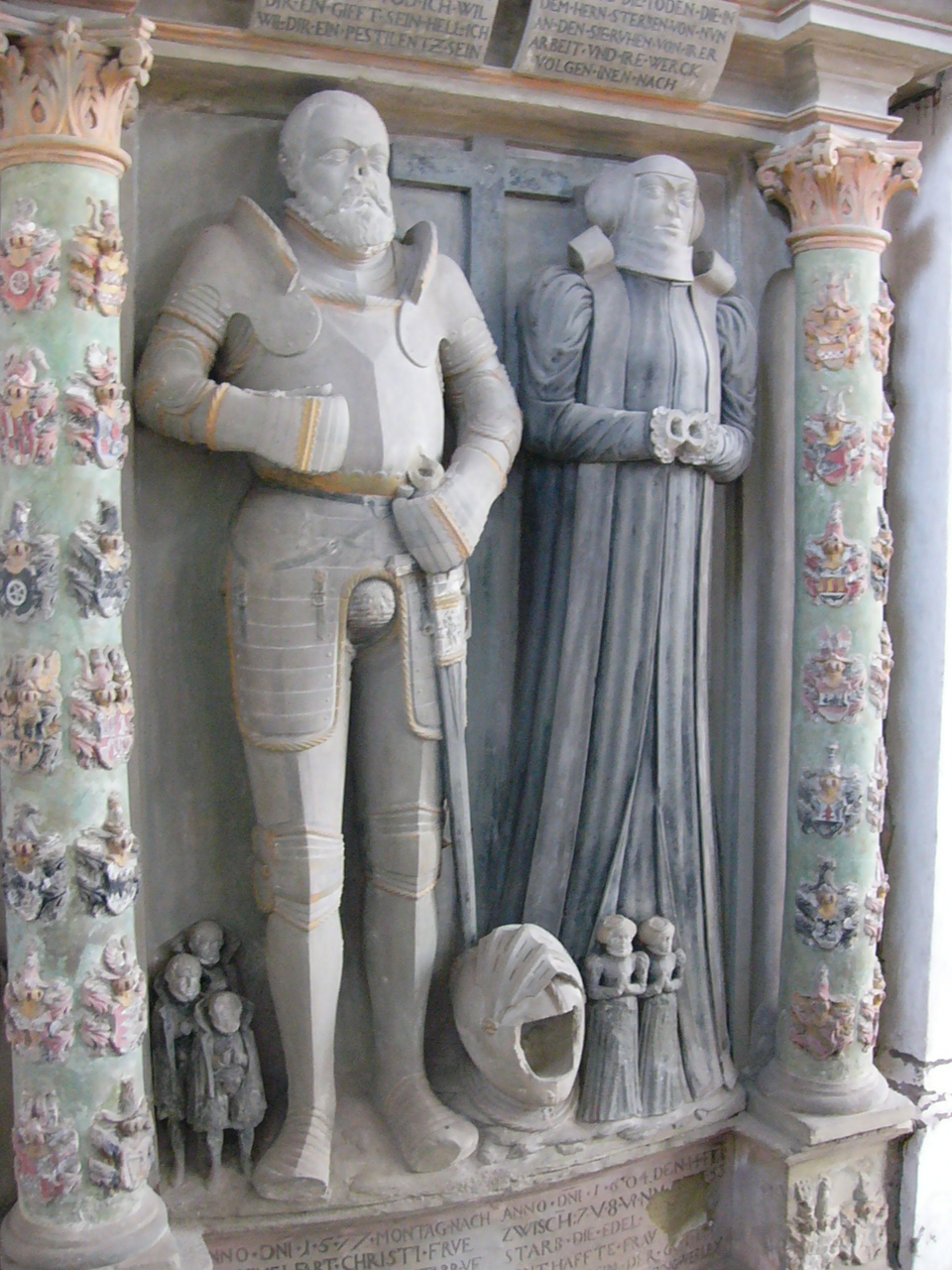
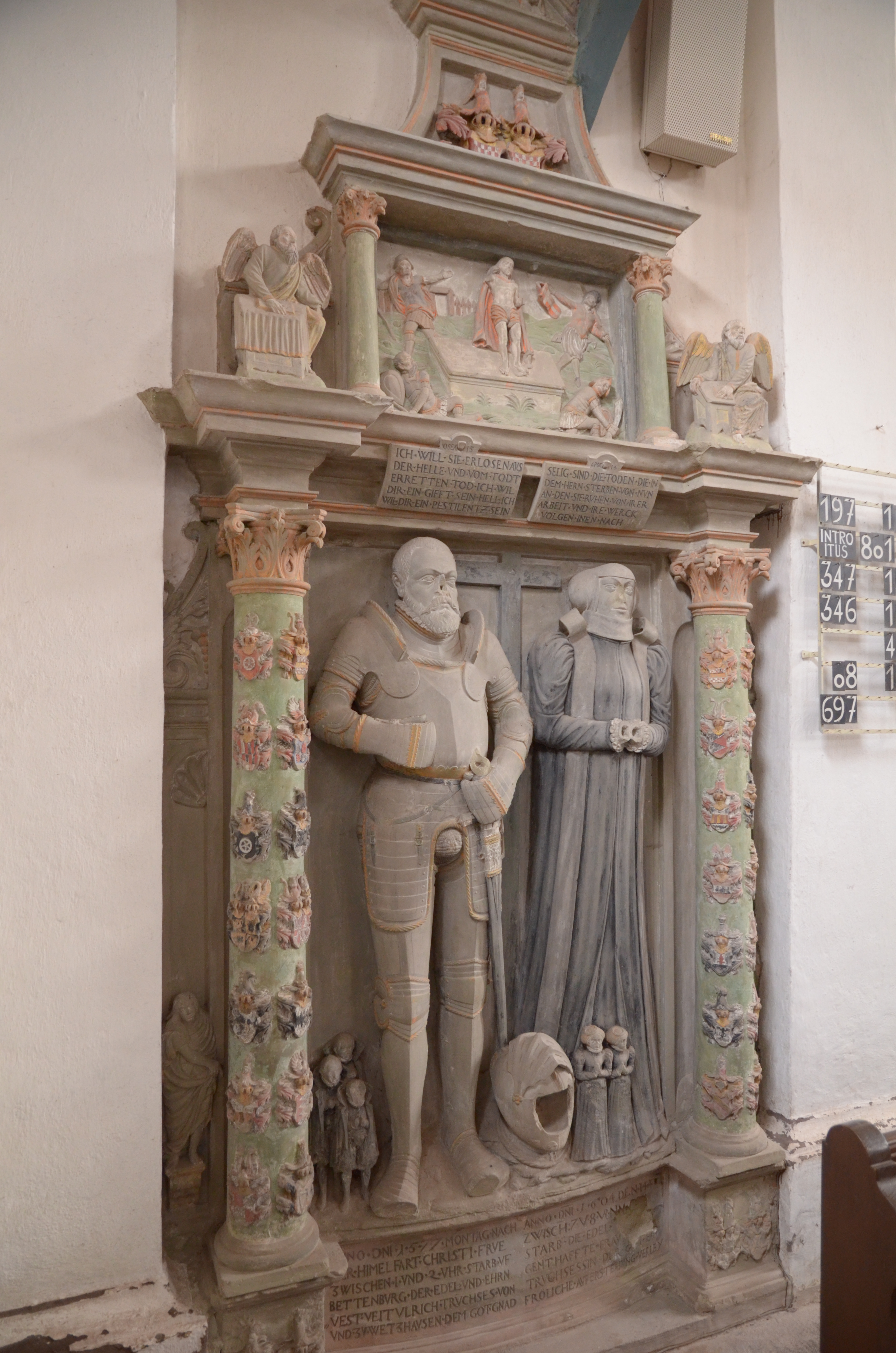
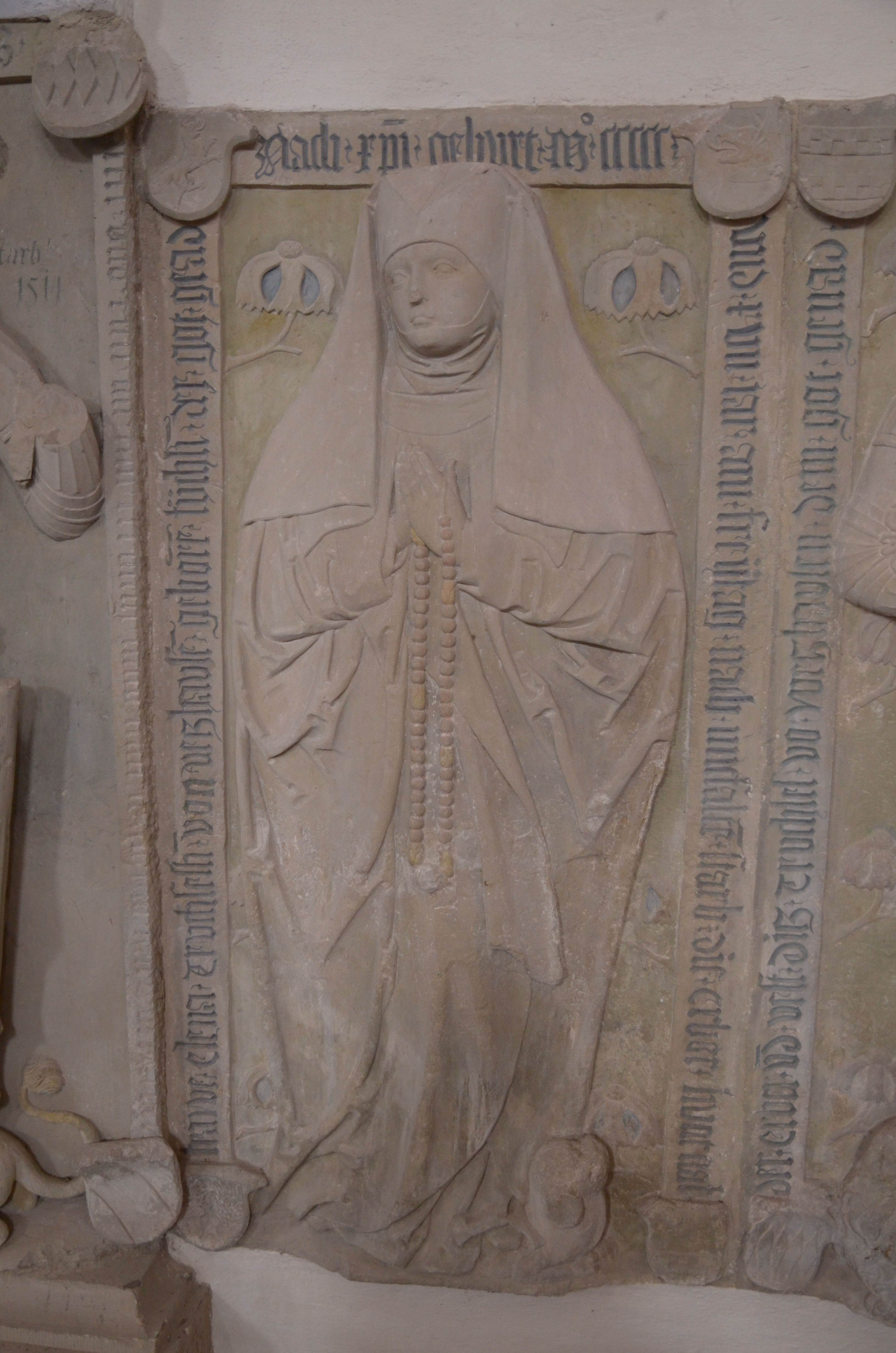
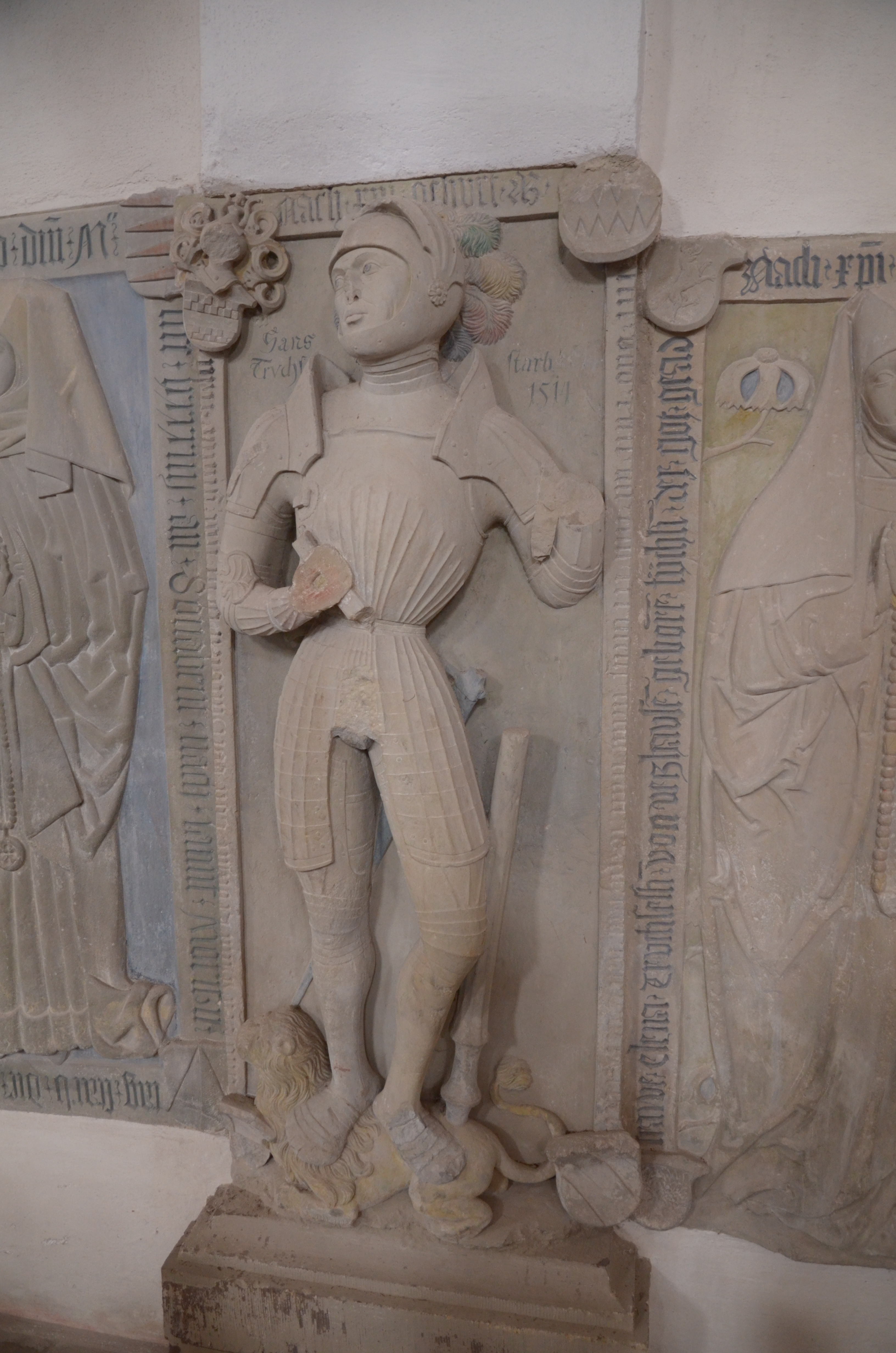
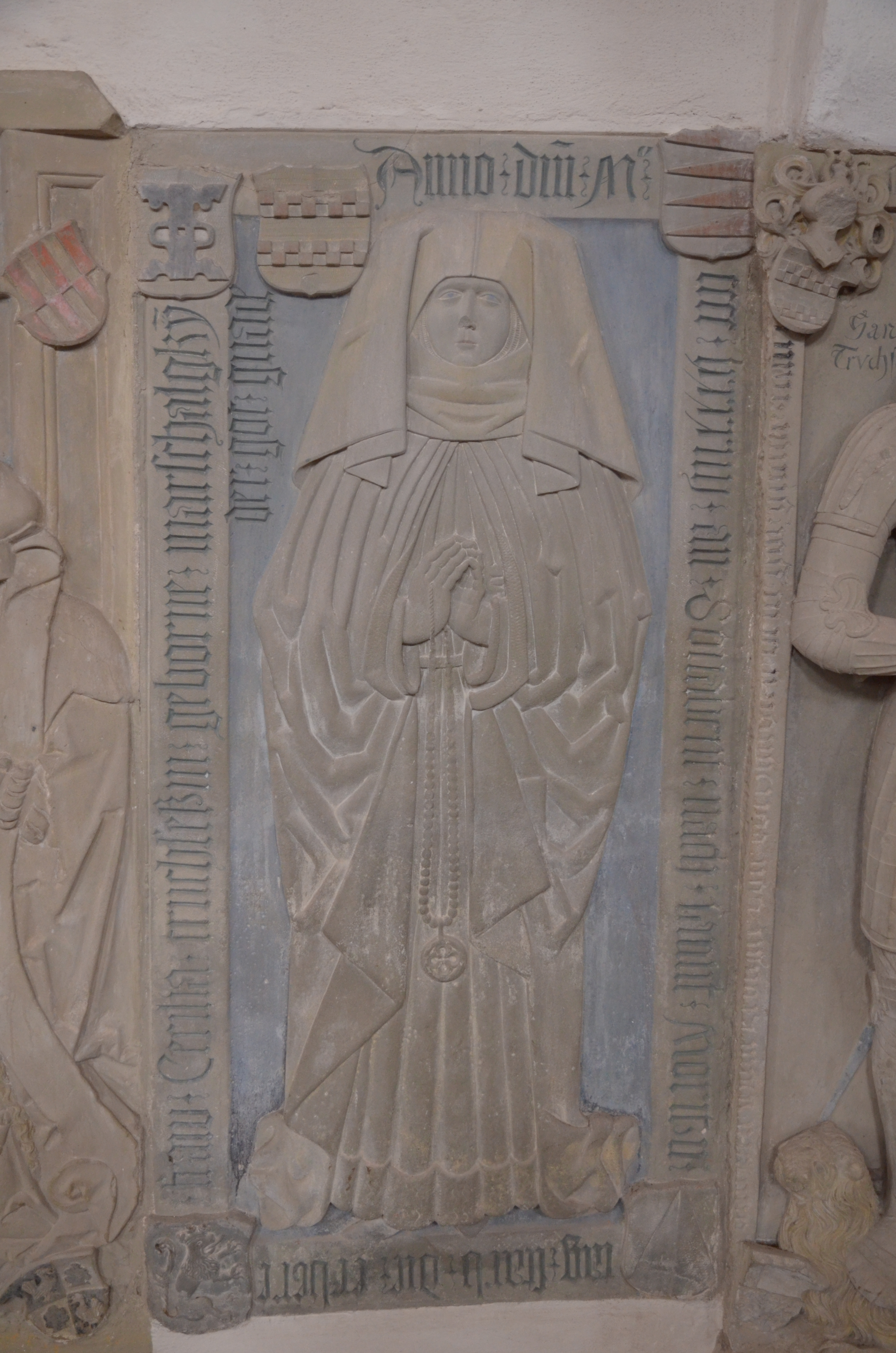
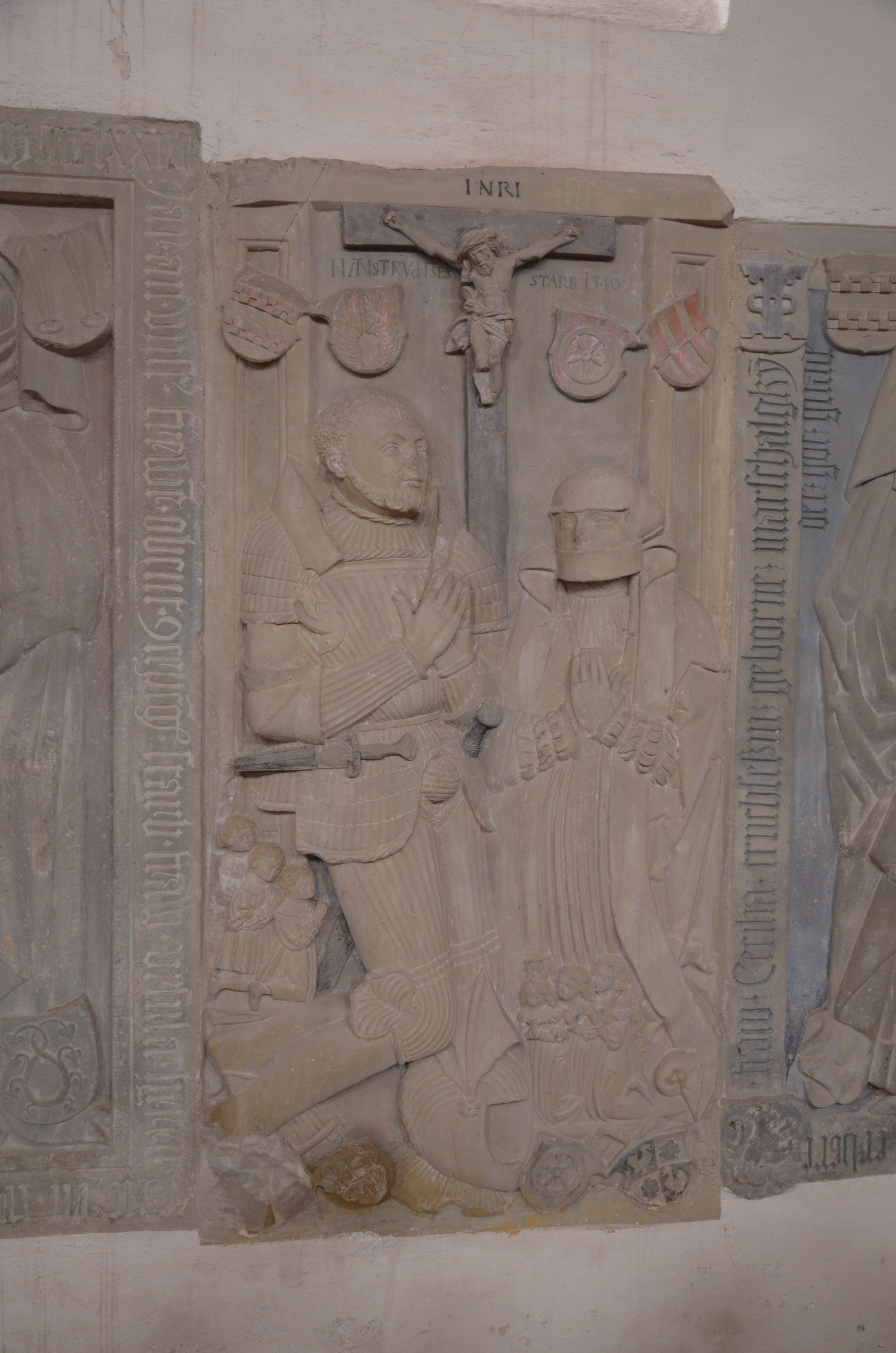
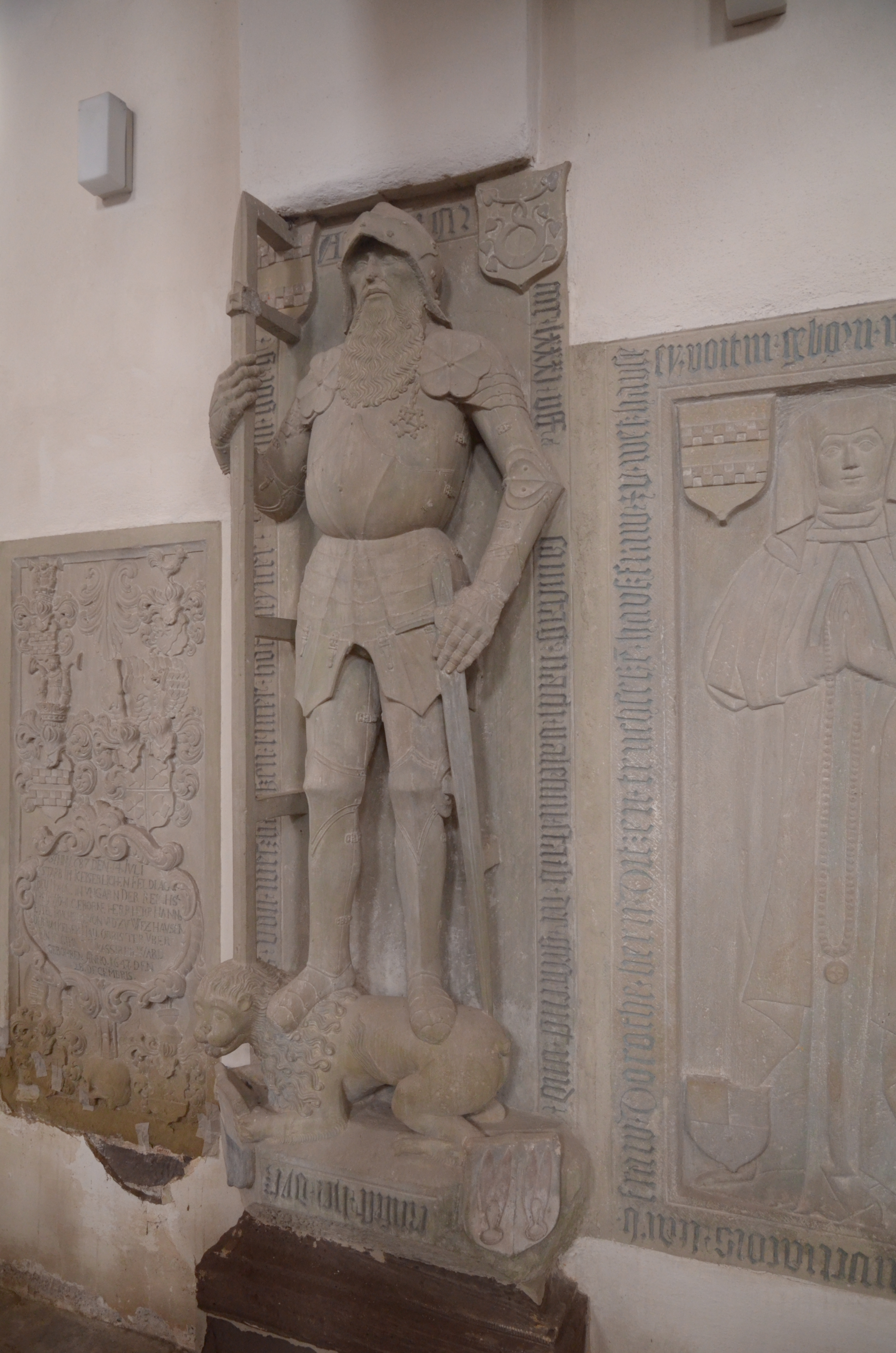
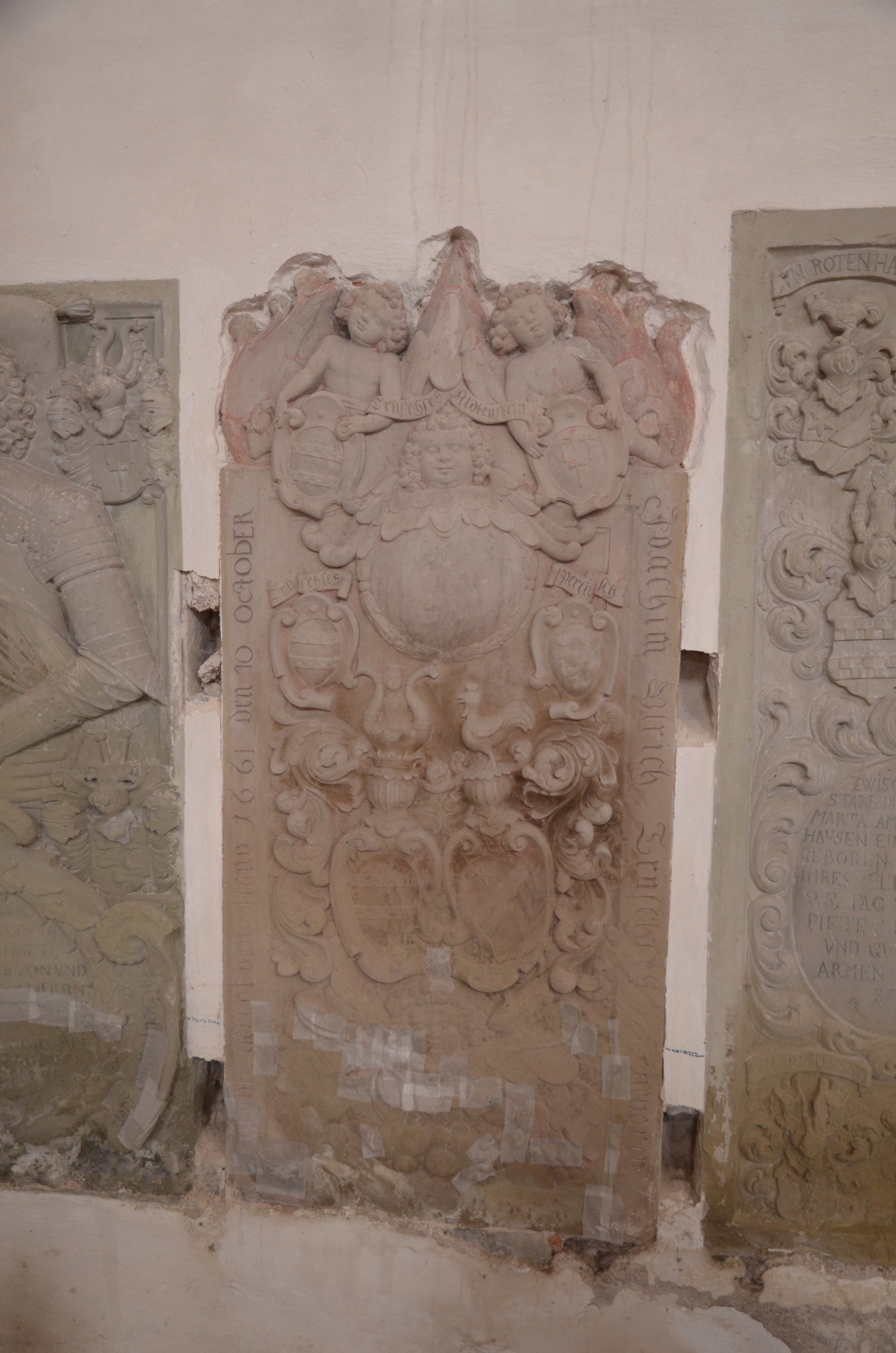
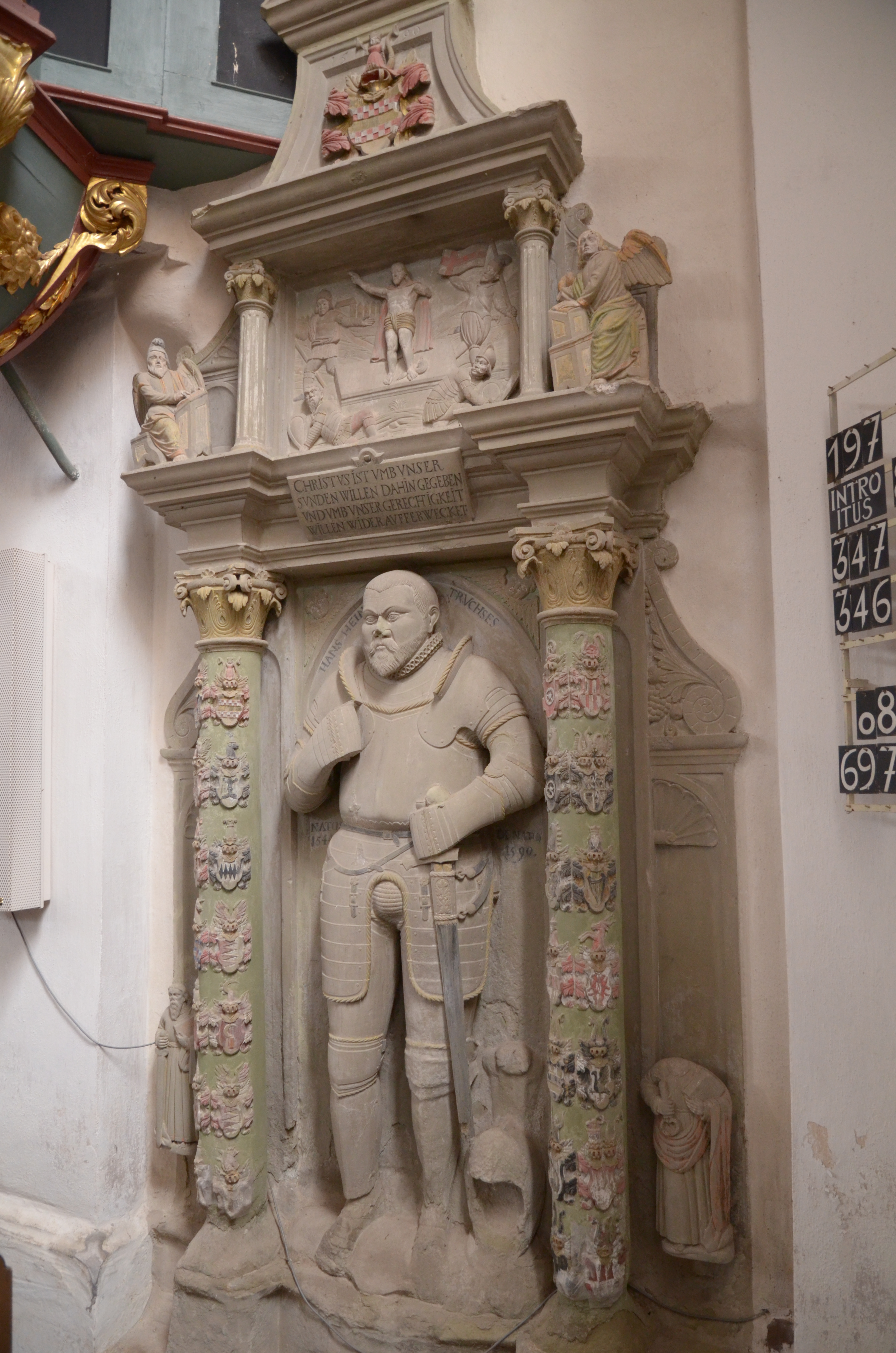
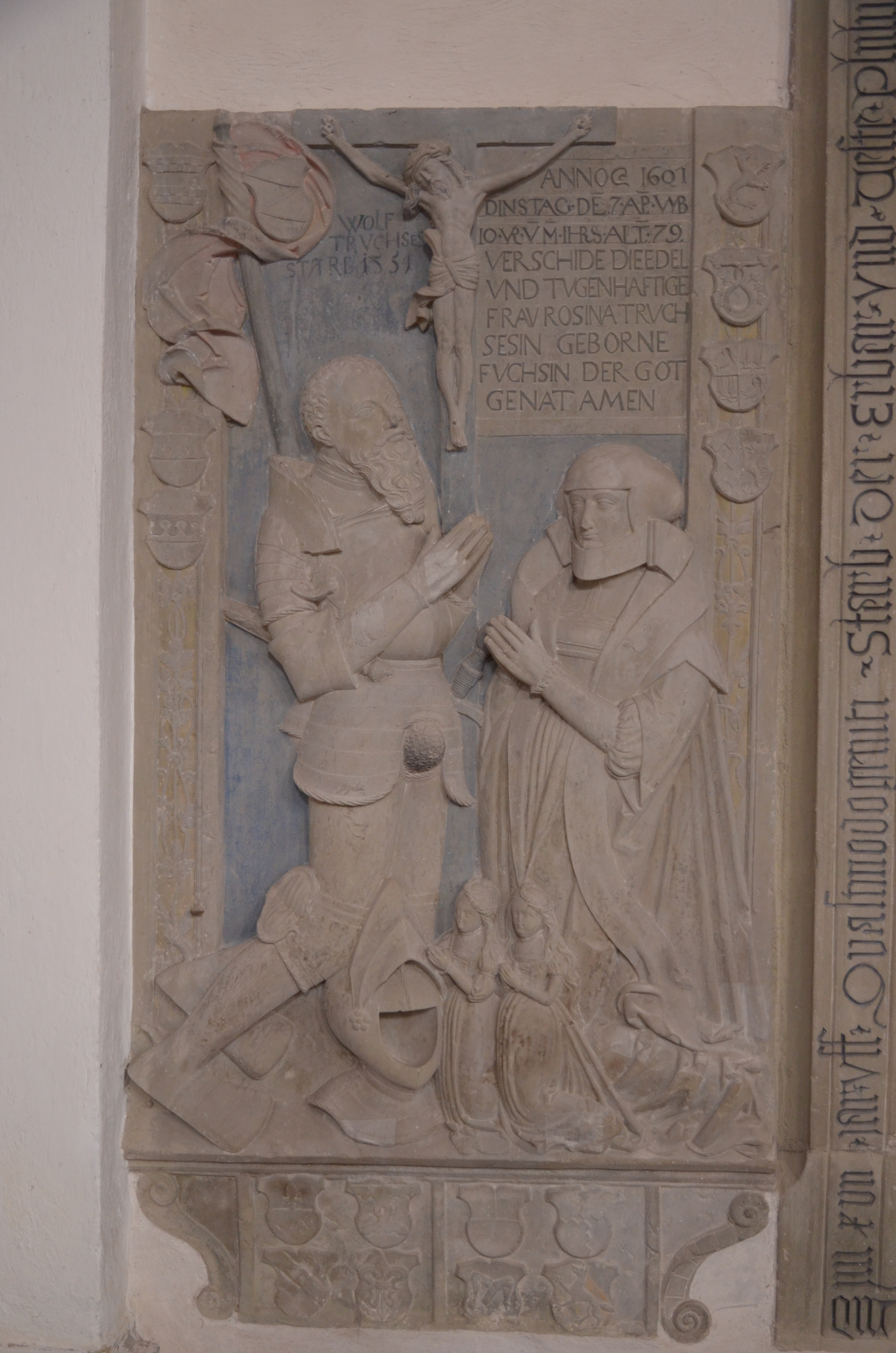
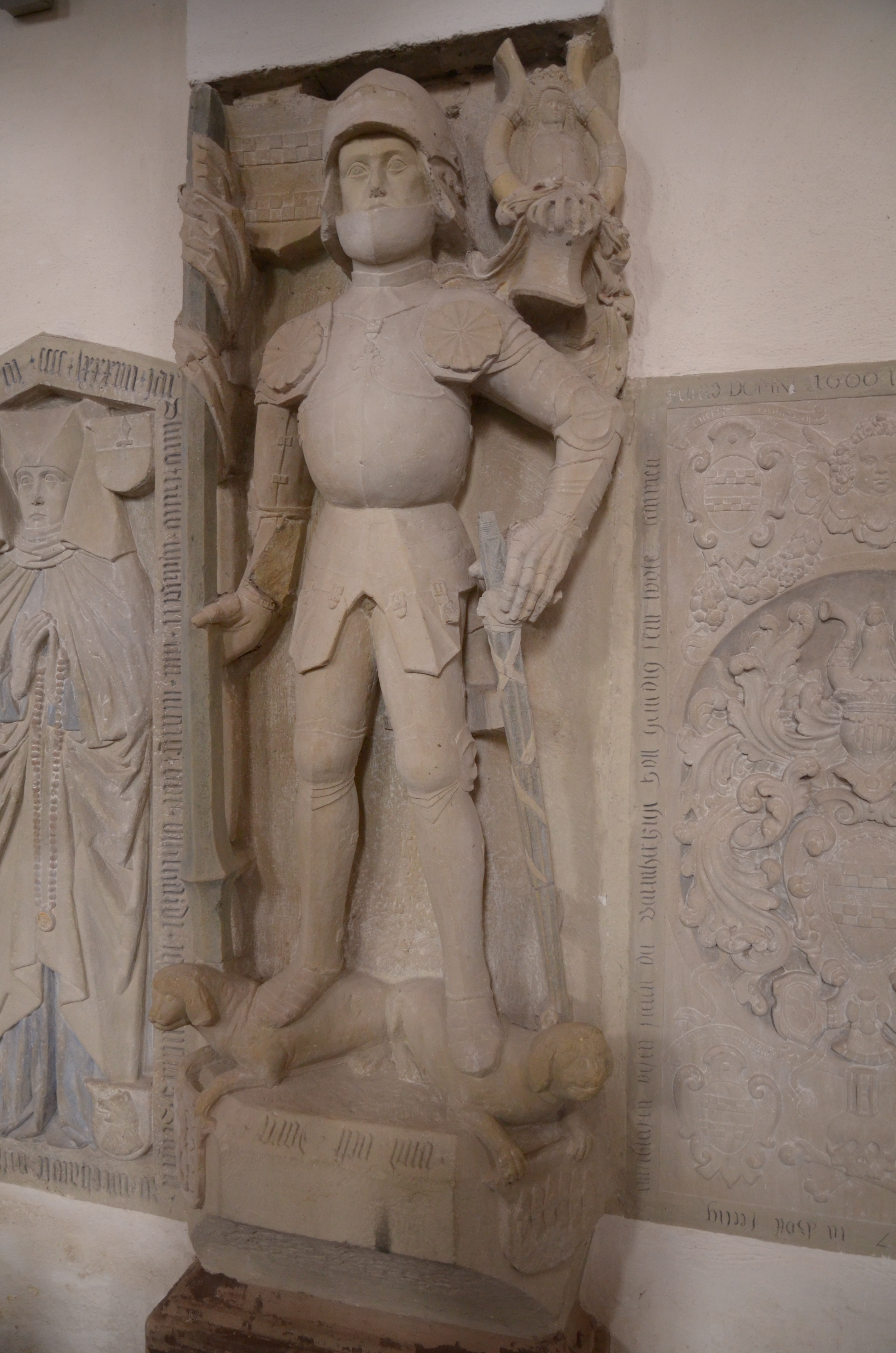
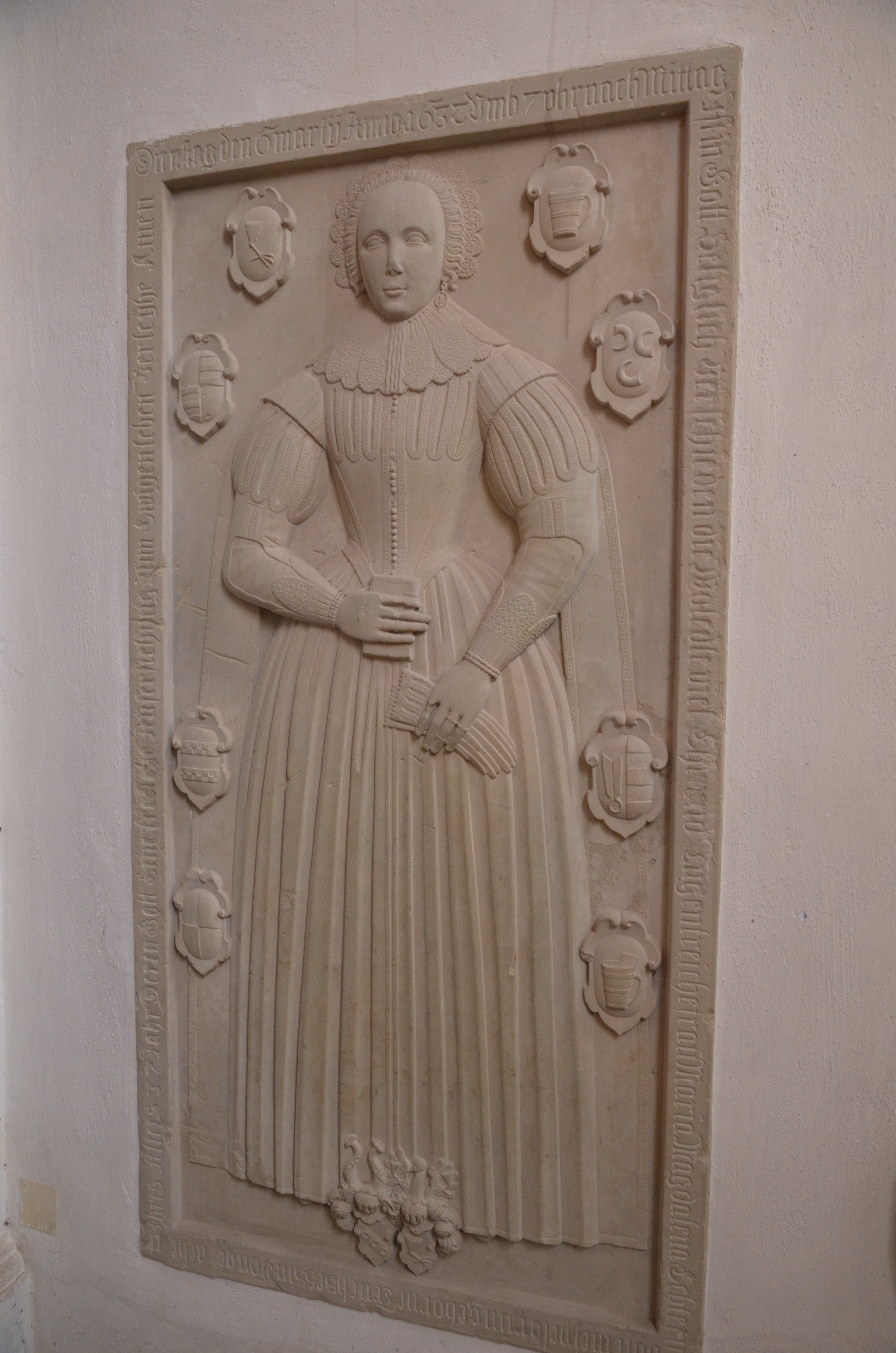